# Wafidiyya
 (janvier 2022).

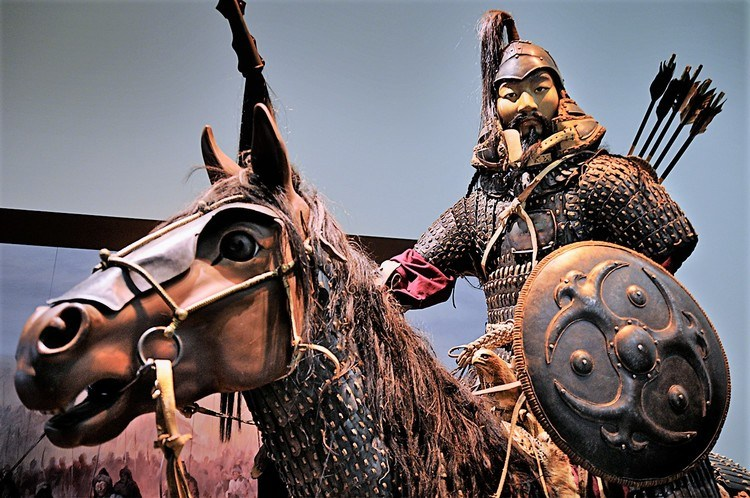
Reconstitution d'un guerrier mongol

Wāfidiyya (en arabe : وافدية) est un terme désignant une unité de l’armée du sultanat mamelouk. Cette unité intégrait des soldats d'origines très diverses, et ce tout au long de la période bahrite, d'abord des Khorezmiens et des Kurdes, puis des Tatars et des Mongols Oïrats. En arabe, le mot wāfidiyya vient du mot wāfid, qui désigne l'ambassadeur, celui qui vient au nom d'une communauté. Les soldats de cette unité étaient donc appelés les wāfidūn quelle que soit leur origine. C'étaient des hommes libres, contrairement aux mamelouks, achetés comme esclaves pour servir le sultan, et pourtant parfois de la même origine turco-mongole que ces wāfidūn.
Ces combattants, essentiellement des cavaliers, venaient en Égypte et en Syrie depuis l'Est et le Nord. Ils intégraient l’armée mamelouke et obtenaient ainsi la permission de s’installer sur les territoires du sultanat avec leurs familles, tout en conservant leurs traditions, leur organisation sociale, et leur statut d’hommes libres. Leur carrière militaire se distinguait donc radicalement de celle des mamelouks. Cette intégration de soldats étrangers, immigrés, libres et parfois non-musulmans, survint principalement sous les règnes des sultans Baybars (1260-1277) et al-Adil Kitbugha (1294-1296).

## Historique
La wāfidiyya prend son origine dans les vagues migratoires qui surviennent au XIIIe siècle à destination du Proche-Orient. Ces migrations sont causées par le choc des conquêtes mongoles. Parmi les réfugiés, on trouve :
- des populations d’Asie centrale fuyant l’avancée des Mongols
- des Mongols fuyant un conflit interne à l’Empire mongol
- des Mongols quittant certains territoires ravagés par la guerre et touchés par la famine, et recherchant une vie meilleure en Égypte[3].

Leur statut était intermédiaire dans la société militaire mamelouke : rares étaient ceux à intégrer les régiments d’élites et leur ascension dans les grades de l’armée était limitée, mais ils bénéficiaient d’une plus haute considération que les unités auxiliaires syro-égyptiennes d'origine kurde, arabe et turcomane. La plupart des wāfidūn intégraient la ḥalqa, un régiment de l'armée composée exclusivement de soldats libres. L’historien David Ayalon affirme que l'imposition de ces contraintes relevait d'une discrimination délibérée de la part des Mamelouks qui craignaient que cette unité n'acquière une trop grande influence sur la politique du sultanat. Les grandes qualités guerrières des wāfidūn étaient cependant reconnues : par exemple, les exploits militaires des Khwarezmiens contre les croisés à la Forbie étaient dans tous les esprits. La politique menée par le sultan Kitbugha (1295-1297), lui-même d’origine oïrate, consistant à favoriser les wāfidūn oïrats  résulta en sa déposition par les émirs mamelouks, dont le futur sultan Lajin (1296-1299), et en la mise en retrait définitive de cette unité au début du XIVe siècle.

## Unewāfidiyya, deswāfidiyyāt?

### Lakhwārizmiyya(1243-1246)
La khwārizimiyya est la première des wāfidiyyāt, fondée en 641/1243. Elle tire son nom du peuple khwarezmien, chassé par les armées de Gengis Khan en 1221. Après la poursuite du dernier souverain du Khwarezm, Jalal al-Din (1220-1232) par le général mongol Tchormaghan et sa mort finale, son armée se disloque et parmi les soldats qui la constituent, 10 000 s'engagent au service des Ayyoubides et contribuent à leur victoire lors de la bataille de la Forbie (1244) et à la prise par les musulmans de Jérusalem (1244). Le sultan refuse de leur céder le territoire conquis et les défait après qu’ils ont tenté de se rebeller en 1246.

### Les Kurdesshahrazūrī(al-akrād al-shahrazūriyya) (1257-1270)
La shahrazūriyya tient son nom de la région du Shahrazur (en) d'où, en 1257, 3 000 cavaliers kurdes et leurs familles vinrent à Damas pour échapper aux troupes mongoles. Ils étaient menés par Nur al-Dîn Badlan et furent installés sur la côte levantine en 1258. En 1270, Baybars (1260-1277) déjoua un complot de la shahrazūriyya. Plus tard, en 1293, l'unité se rangea aux côtés des unités tatares de l'armée sous les ordres de l'émir et futur sultan Kitbugha.

### LawāfidiyyasousBaybars(1260-1277)

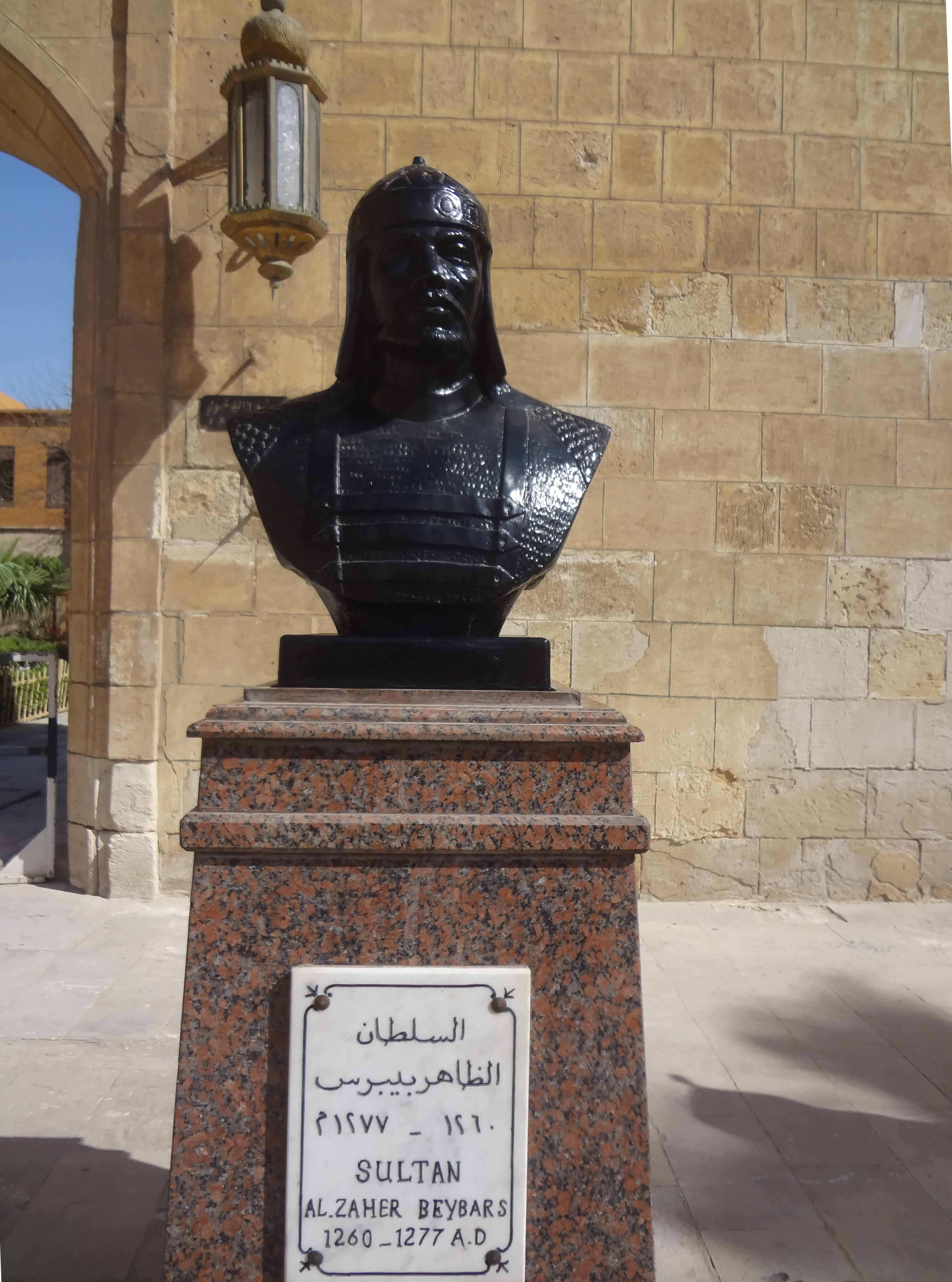
Baybars, buste en bronze,
Le Caire, musée national militaire

L'arrivée de soldats mongols dans les rangs de la wāfidiyya débuta sous le règne de Baybars. Il en accueillit 200 en 1261, alors que l'Égypte avait noué alliance avec la Horde d'or de Berké contre l'Ilkhanat. Ces 200 cavaliers revenaient d'une mission contre la Perse. En 1262, l'Égypte en reçut 1 300, mais rapidement, Baybars, craignant une déstabilisation de son pouvoir par l'intégration de ce flux continu de troupes, en limita l'accueil. Sous son règne, 3000 wāfidūn furent intégrés, mais entre 1277 et 1295, l’Égypte n'en accueillit que quelques centaines.

### Lawāfidiyyaoïrate, lauwayratiyya(1295-1300)
La wāfidiyya devient une unité presque exclusivement composée d'Oïrats lorsqu'en 1295-1296, le sultan d'origine oïrate Kitbugha ouvrit les portes du sultanat à un nombre sans précédent de futurs wāfidūn, entre 10 000 et 18 000 cavaliers (l'équivalent de 1 à 2 tümens) et leurs familles. Il les favorisa sous son court règne, ce qui suscita la colère des émirs mamelouks et provoqua sa destitution. Les wāfidūn oïrats perdirent leur influence et tombèrent progressivement dans l'oubli, après une tentative de rébellion en 1300 contre l'émir Baybars al-Jashankir.

### Lawāfidiyyaaprès la migrationoïrate(1300 - milieu duXIVesiècle)
L'arrivée de wāfidūn se réduisit alors considérablement, sauf à la mort du sultan al-Nāṣir, en 1341, lorsqu'une famine à l'est contraignit un large groupe de Mongols à se réfugier à Alep.

#### Sources médiévales
- Ibn Taghrībirdī, al-Nujūm al-zāhira fī mulūk Miṣr wa-l-Qāhira, William Popper (éd.), 7 vol., Berkeley, University of California Press, 1926-29 (traduction anglaise : History of Egypt (1382-1469 A.D.), Berkeley, University of California Press, 1954-63).
- al-Maqrīzī, Histoire des sultans Mamelouks de l'Égypte, 1424. Traduction de Quatremère avec notes, 1837 (lire en ligne tome 1 et tome 2).
- al-Maqrīzī, al-Mawāʻiẓ wa-al-Iʻtibār bi-Dhikr al-Khiṭaṭ wa-al-āthār (Arabic, 2 volumes., Bulaq, 1853). Traduction française par Urbain Bouriant : Description topographique et historique de l'Égypte (Paris, 1895–1900).
- Al-Suyūtī, Ḥusn al-muḥāḍara fī aḫbār Miṣr wa-l-Qāhira, 2 vol., Maktabat al-Khānjī, Le Caire, 1428/2007.
- Abu al-Fida, Al-Mukhtassar al-Akhbār al-bachar (éd. arabe), Beyrouth, Dār al-Fikr, 1956.
- Ibn Khaldoun, Al-ʿIbar wa dīwān al-mubtadaʾ wa l-ẖabar fī ayyām al-ʿArab wa l-ʿAǧam wa l-Barbar (Le Livre des exemples ou Livre des considérations sur l’histoire des Arabes, des Persans et des Berbères), vol. I, Paris, Gallimard, coll. « Bibliothèque de la Pléiade », 2002, 1 559 p.  (ISBN 2-07-011425-2) (tome II paru en 2012  (ISBN 9782070116218))
- Ibn Kathīr, Al-Bidāya wa al-Nihāya. Traduction anglaise par Faisal Shafiq, DARUSSALAM, Londres, 2006.
- Ibn al-Furāt (en), Taʾrīkh al-duwal wa ’l-mulūk. Édition en anglais et traduction par Ursula et Malcolm Cameron Lyons : Ayyubids, Mamlukes and Crusaders, Cambridge, W. Heffer and Sons, 1971.

#### Ouvrages
- Amitai-Preiss, Reuven, Mongols and Mamluks: The Mamluk-Ilkhanid War, 1260–1281, Cambridge, Cambridge University Press, 1995.
- André Clot, L'Égypte des Mamelouks 1250-1517. L'empire des esclaves, Paris, Perrin, 2009, 474 p. (ISBN 978-2-262-03045-2).
- Petry, Carl F. éd. The Cambridge History of Egypt, Vol. 1: Islamic Egypt, 640-1517, Cambridge, Cambridge University Press, 1999.

#### Articles
- (en) David Ayalon, « The Wafidiya in the Mamluk Kingdom », Islamic Culture, vol. 25,‎ 1951, p.89-104. (Reprinted in his Studies on the Mamlūks of Egypt in 1977)
- Ayalon, David (2002), "Wāfidiyya". Dans P.J. Bearman, T. Bianquis, C.E. Bosworth, E. Van Donzel, W.P. & E. Heinrichs (éd.), L'Encyclopédie de l'Islam, Nouvelle édition, Volume 11, p. 26-27  (ISBN 978-90-04-12756-2). URL : https://referenceworks.brillonline.com/entries/encyclopaedia-of-islam-2/wafidiyya-SIM_7813
- Landa, Ishayahu (2016), "Oirats in the Ilkhanate and the Mamluk Sultanate in the Thirteenth to the Early Fifteenth Centuries: Two Cases of Assimilation into the Muslim Environment", Mamlūk Studies Review, 19: 149–91.
- Nobutaka, Nakamachi (2006), "The Rank and Status of Military Refugees in the Mamluk Army: A Reconsideration of the Wāfidīyah", Mamlūk Studies Review, 10: 55–81.